# Terry Saunders
Terry Saunders (17 maggio 1923 – New York, 8 aprile 2011) è stata un'attrice e cantante statunitense, nota soprattutto come interprete di musical teatrali.

## Biografia
Terry Saunders debuttò a Broadway nel 1942 con il musical The Time, the Place and the Girl, a cui seguirono Bloomer Girl nel 1944 e Music in the Air nel 1951. Nel 1953 sostituì Dorothy Sarnoff nel ruolo di Lady Thiang nel musical The King and I a Broadway e il ruolo divenne la sua parte più celebre. La Saunders tornò infatti ad interpretare Lady Thiang non solo nell'acclamato adattamento cinematografico del musical, ma anche in diversi altri allestimenti dello spettacolo a teatro, tra cui messe in scena a Lamberville nel 1965, Millburn nel 1969 e due tournée statunitensi, nel 1954 e nel 1976. Nel 1961 tornò a Broadway per interpretare Ruth in Milk and Honey, un ruolo che tornò a ricoprire nel tour del 1963.
Nel 1965 recitò per la prima volta in The Sound of Music, in cui interpretava la baronessa Elsa Schraeder in un allestimento a Oakdale. Nel 1972 tornò per l'ultima volta a Broadway con il musical di Stephen Sondheim Follies, in cui iniziò recitando nel ruolo di Meredith Lane, prima di cominciare ad interpretare Christine Crane e diventare la sostituta per i ruoli principali di Phyllis Rogers Stone, Carlotta Campion e di Heidi Schiller. Nel 1972 tornò a recitare in Follies a Los Angeles, mentre nel 1973 vi recitò nuovamente in un tour degli Stati centrali degli Stati Uniti, rimpiazzando Jane Kean nel ruolo della protagonista Sally Durant Plummer. Dopo aver attraversato ancora gli Stati Uniti in un ultimo tour di The King and I (1976), Terry Saunder interpretò Meg Boys nel musical Damn Yankees a Kansas City, mentre nel 1980 interpretò la Madre Superiora in The Sound of Music a Kenley, un ruolo che diede la possibilità di cantare la celebre "Climb Ev'ry Mountain".

## Filmografia

### Cinema
- Il re ed io (The King and I), regia di Walter Lang (1956)

### Televisione
- Make Room for Daddy - serie TV, 1 episodio (1956)